# Leucoblepsis ostia
Leucoblepsis ostia är en fjärilsart som beskrevs av Swinhoe 1903. Leucoblepsis ostia ingår i släktet Leucoblepsis och familjen sikelvingar. Inga underarter finns listade i Catalogue of Life.